# Blang Cut (Suka Makmur)
Blang Cut is een bestuurslaag in het regentschap Aceh Besar van de provincie Atjeh, Indonesië. Blang Cut telt 260 inwoners (volkstelling 2010).